# Filip Drzni
Filip II. Burgundski Drzni, vojvoda Burgundije, *17. januar 1342, Pontoise, Francija, † 27. april 1404, Halle, Brabant.
Filip II. je bil najmlajši sin francoskega kralja Ivana II. Dobrega. Na različne načine si je pridobil veliko ozemelj, iz katerih je začel sestavljati novo državo Burgundijo. V času mladoletnosti nečaka, francoskega kralja Karla VI. Norega, (1380-88) in v času njegove duševne bolezni (od 1392 naprej) je dejansko vladal Franciji. 

## Oblikovanje burgundske vladavine
Filip in njegov oče sta 1356 v bitki pri Poitiersu prišla v angleško ujetništvo. Filipa se je tedaj oprijel vzdevek Drzni. Kot priznanje za junaštvo mu je oče 1363 dal vojvodino Burgundijo, kronski fevd, ki se je dve leti prej izpraznil, ko je brez dedičev umrl za kugo prejšnji vazal, mladi Filip I. Burgundski (Philippe de Rouvres). Filip II. je s tem postal prvi burgundski vojvoda iz družine Valois.
1369 se je Filip poročil z vdovo svojega burgundskega predhodnika, Margareto Flandrijsko. V obdobju 1379-1384 je pomagal tastu, flandrijskemu grofu Ludviku II., pri obvladovanju upora v Flandriji, zlasti v mestu Gent. Po končanih nemirih je podprl ekonomske interese flandrijskih mest Brugge, Gent, Ieper. Po smrti tasta 1384 je podedoval grofije Flandrijo, Artois, Rethel, Nevers, nekatera ozemlja v Šampanji in svobodno grofijo Burgundijo, ki je bila fevd Svetega rimskega cesarstva. 1390 je kupil grofijo Charolais. Do 1386 so postale njegove posesti tako obsežne, da je ustanovi ločeno administacijo v Lillu za severna in Dijonu za južna ozemlja. Glavno besedo pri odločanju v vsem je ohranil zase.

## Vladanje Franciji
Filip in njegov brat, francoski kralj Karel V. Modri, sta lepo sodelovala in se v politiki podpirala. 1380 je Karel umrl in regentstvo za dvanajstletnega naslednika Karla VI. so prevzeli strici, med katerimi je bil ravno Filip najaktivnejši. 1382 je zatrl upore, ki so po smrti prejšnjega kralja izbruhnili v Rouenu, Parizu in drugod po Franciji zaradi velikih davkov in težkih razmer v deželi, ki je bila sredi stoletne vojne in ki so jih otežili še izbruhi kuge. A poleg vladanja so si strici delili tudi koristi od oblasti in ko je Karel VI. 1388 postal polnoleten, je odklonil njihovo pomoč in zavladal s svojimi svetovalci.
1392 je Karl VI. duševno zbolel in Filip je ponovno dobil moč vladanja v svoje roke. Francosko politiko je prilagodil svojim burgundskim interesom, ki so zahtevali dobre odnose z vzhodnimi sosedi in Anglijo. 1396 so se dogovorili za poroko francoske princese Ane z angleškim kraljem Rihardom II. in za sodelovanje Angležev v križarskem pohodu. 1398 je Filip odtegnil podporo avignionskemu protipapežu Benediktu XIII., ker so bili njegovi flamski podaniki vdani rimskemu papežu Bonifaciju IX. Prisvajal si je velike vsote iz kraljeve blagajne, s čimer je prihajal v konflikt s svojim glavnim tekmecem za vladarsko moč, bratom Karla VI. Ludvikom Orleanskim. 1402 je Karel VI. sicer določil za regenta brata Ludvika, a Ludvikovo lahkomiselno življenje je javno mnenje prevesilo na Filipovo stran, tako da je dejansko lahko vladal še naprej. Spor med družinama se je po Filipovi smrti 1404 nadaljeval in se še poglobil.
Filip je med vladanjem zašel v težke dolgove, v glavnem zaradi organizacije križarskega pohoda (v pomoč Madžarski proti Turkom, ki se je 1396 končal s porazom pri Nikopolju) in dragega odkupa sina Ivana iz turškega ujetništva.
Filip je bil podpornik umetnosti. Zbiral je rokopise, kodekse, kupoval dragocenosti, odlične tkanine, vzpodbujal slikarje. 

## Družina
Filip Drzni je bil najmlajši sin francoskega kralja Ivana II. (*1319, †1364) in njegove prve žene Bonne de Luxembourg (*1315, †1349). 1369 se je poročil z Margareto (*1350, †1405), princeso Flandrije in vdovo po Filipu I. Burgundskem. Imela sta 9 otrok:
- Ivan Neustrašni (*1371, †1419), naslednik, poročen z Margareto Bavarsko
- Karel (*1372, †1373)
- Margareta (*1374, †1441) ∞ Viljem VI, grof Holandski in vojvoda Bavarski
- Ludvik (*1377, †1378)
- Katarina (*1378, †1425) ∞ Leopold IV, vojvoda Avstrijski
- Bonne (*1379, †1399)
- Marija (*1380, †1428) ∞ Amadej VIII, vojvoda Savojski
- Antoine, vojvoda de Brabant (*1384, †1415), umrl v bitki pri Agincourtu
- Filip II, grof de Nevers in de Rethel (*1389, †1415), umrl v bitki pri Agincourtu.

S porokami svojih otrok je skrbel za sorodstvene povezave s sosedi in s tem pripravil položaj za kasnejšo širitev ozemlja burgundske države.